# 贝塞麦转炉炼钢法

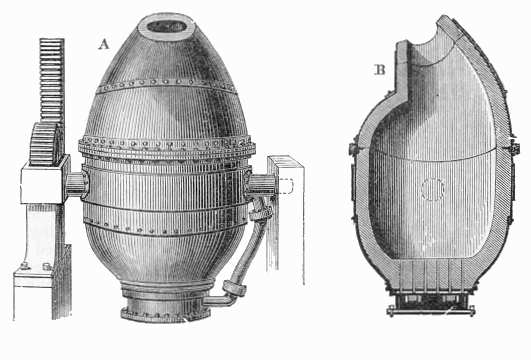
贝塞麦转炉

贝塞麦转炉炼钢法最早源於工業革命，是平炉炼钢法发明之前首个从生铁大规模生产钢的廉价工艺，以英国发明人亨利·贝塞麦的名字命名。贝塞麦1855年取得该工艺的专利。不过在1851年美国的威廉·开雷也独立地发明了该工艺。
19世紀40年代末人們在工廠里發現，精鍊生鐵時，少加一些木炭，多往爐內鼓進些空氣，能使爐溫升高。此法不僅節省了木炭，而且可以把鐵煉成鋼。1851年人們建成了新的煉鋼爐。後來英國發明家貝塞麥首先公布轉爐煉鋼法，貝塞麥轉爐煉鋼法也因此而得名。
这个方法在欧洲以外已经用了几百年，但并未达到工业规模。 但在20世紀-50年代，在世界鋼產量中，約85%是平爐煉出來的。
直到1952年在奧地利出現純氧頂吹轉爐，它解決了鋼中氮和其他有害雜質的含量問題，使品質接近平爐鋼，同時減少了隨廢氣損失的熱量，可以吹煉溫度較低的平爐生鐵，因而節省了高爐的焦炭耗量，且能使用更多的廢鋼 。由於轉爐煉鋼速度快，負能煉鋼，節約能源，故在此基礎上，轉爐煉鋼重新成為當代煉鋼的主流。
之後隨著時代的發展，人們在貝塞麥轉爐煉鋼法上做出了很大的改進。鐵水預處理、復吹轉爐、爐外精鍊、連鑄技術的發展，打破了傳統的轉爐煉鋼模式。如今，煉鋼已由單純用轉爐冶煉發展為鐵水預處理、複吹轉爐吹煉、爐外精鍊、連鑄這一新的工藝流程，而轉爐就成了主要承擔鋼水脫碳和升溫的任務了。

## 原理與構造
貝塞麥設計了一個爐子，高約1.22米，系固定式的垂直容器，下部有6個風口，可加入熔融生鐵約350公斤。試驗時人們對此表示極大的懷疑。就連參加實驗的工匠們都警告他說，不加焦炭光吹空氣，會使鐵水在爐中凝固。但是，從爐底鼓進空氣後，情況出人意料。首先將鐵水中的錳和矽氧化，形成褐色煙霧逸出，在這期間，鐵水中的碳也被氧化成二氧化碳。爐溫從倒入鐵水時的1350℃大約上升到1600℃，反應非常劇烈，像火山爆發一樣。整個過程約30分鐘，而且不需要任何燃料，就可以煉一爐鋼。接著，他將煉鋼爐從固定式結構改為可向一側傾倒，以使煉好的鋼水易於倒出。使煉鋼爐成為可轉動的爐。即轉爐。1857年他取得了這項發明的專利。

## 威廉·开雷炼钢法
1851年美国威廉·开雷 (发明家)也独立地发明了该工艺，并宣称亨利·贝塞麦剽窃了该技术。据李约瑟同僚汉学家唐纳德·瓦格纳（汉名华道安）指出威廉·开雷曾在1854年聘用四名清国铁艺工人，并指出在受到他们的启发后威廉·开雷发明了此工艺；以李约瑟为主的汉学家认为该工艺的雏形能追溯到北宋时期沈括的《梦溪笔谈·卷三·辨證一·锻钢法》一文